# Lycaena bleusei
Lycaena bleusei és una espècie de lepidòpter papilionoïdeu de la família dels licènids (Lycaenidae) endèmica de la península Ibèrica.

## Taxonomia
Lycaena bleusei ha estat sovint considerada una subespècie de L. tityrus, però treballs recents basats en la genètica, variació del patró de les ales, modelatge de nínxol i distribució l'han elevat a espècie.

## Distribució
Endèmica de la península Ibèrica, es troba en diverses serres dels sistemes Central, com ara la Serra de Guadarrama i la Serra de Gredos, i Ibèric, com ara la Serra de la Demanda o la Serra d'Albarrasí, així com dels Montes de Toledo, on és present a la Serra de Guadalupe, als Montes de León i sud-est de Galícia. També existeixen poblacions aïllades, la més meridional de les quals es troba a Serra Madrona, a la província de Ciudad Real. A Portugal, es troba en diversos sistemes muntanyosos de l'Alentejo, arribant fins a la Serra do Carmulo i Serra da Arada.

## Descripció
Envergadura alar d'entre 25 i 30 mm. Lleuger dimorfisme sexual per la diferent coloració de l'anvers i en tenir la femella les ales més arrodonides. L'anvers de l'ala anterior del mascle és de color taronja amb nombrosos punts negres i un marge fosc. L'ala posterior és marró fosc amb diversos punts negres menys marcats que en l'ala anterior, i una franja taronja esvaïda amb taques negres al seu interior prop del marge. La femella presenta l'anvers de l'ala anterior molt semblant al mascle, però sense marge marró i acostuma a ser més taronja. L'anvers de l'ala posterior també és molt semblant al del mascle, però la franja taronja és més marcada. Revers semblant en ambdós sexes, amb el color de fons beix, tot i que en el mascle pot ser grogós, i en la femella més ataronjat. Ambdues ales presenten nombrosos punts negres ben marcats i distribuïts irregularment, així com una franja taronja prop del marge, la qual està envoltada de taques negres.

## Hàbitat
Clarianes herbades en boscos d'alzina o roure reboll i pastures en zones obertes dins de pinedes. Rang altitudinal des dels 900 m fins als 1100 m. L'eruga s'alimenta de diverses poligonàcies del gènere Rumex.

## Període de vol i hibernació
Vola en dues generacions, amb un període de vol probablement similar al de L. tityrus, és a dir, amb una primera generació entre abril i juny i una segona entre juliol i setembre. Hiberna com a eruga.

## Espècies ibèriques similars
- Coure tornassolat (Lycaena alciphron)
- Coure violeta (Lycaena helle)
- Coure de mollera (Lycaena hippothoe)
- Coure comú (Lycaena phlaeas)
- Coure fosc (Lycaena tityrus)
- Coure roent (Lycaena virgaureae)